# Revetal
Revetal est une agglomération de la municipalité de Tønsberg, dans le comté de Vestfold, en Norvège.

## Description
Avec le lotissement voisin Bergsåsen, il forme l'agglomération de Revetal/Bergsåsen , qui compte 2 441 habitants au 1er janvier 2022.
Revetal a grandi autour de la gare le long de la ligne Tønsberg-Eidsfoss. Le bâtiment de la gare a été ces dernières années une pizzeria. En 1968, l'école secondaire Revetal a été créée. Elle était partagée par les municipalités de Våle et Ramnes.
Dans la période 2002-2019, Revetal était le centre administratif de la municipalité de Re, qui a fusionné avec Tønsberg à partir de 2020. La zone côtière de Mulvika à Helland, y compris Sandsletta et la réserve naturelle de Langøya à Breiangen, a été cédée à la municipalité de Holmestrand.

## Galerie

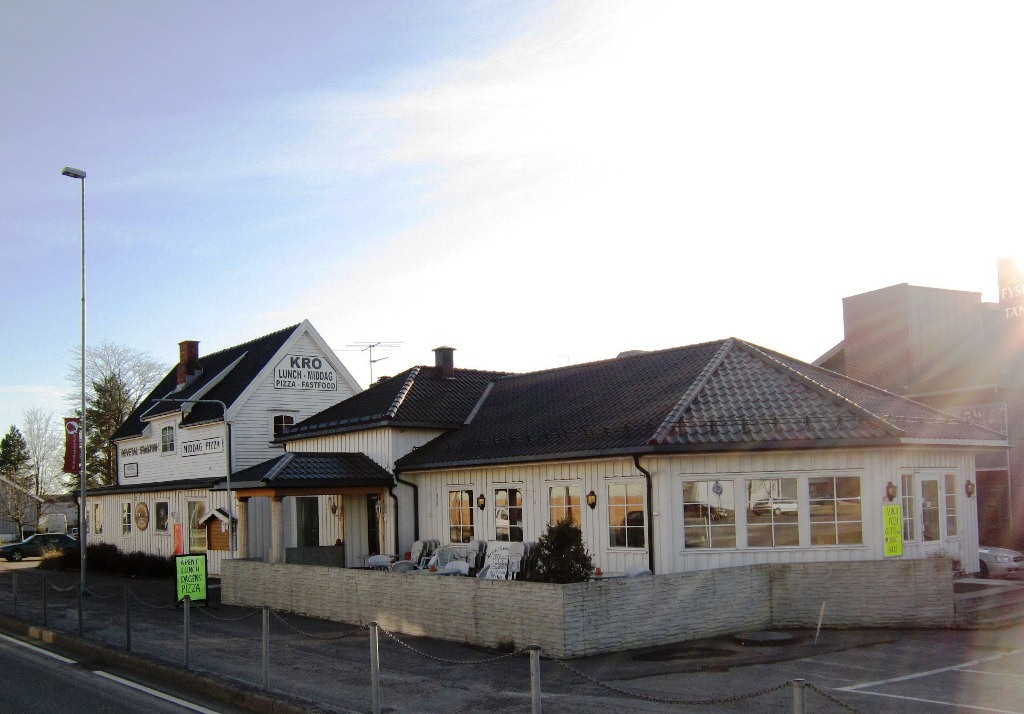
L'ancienne gare
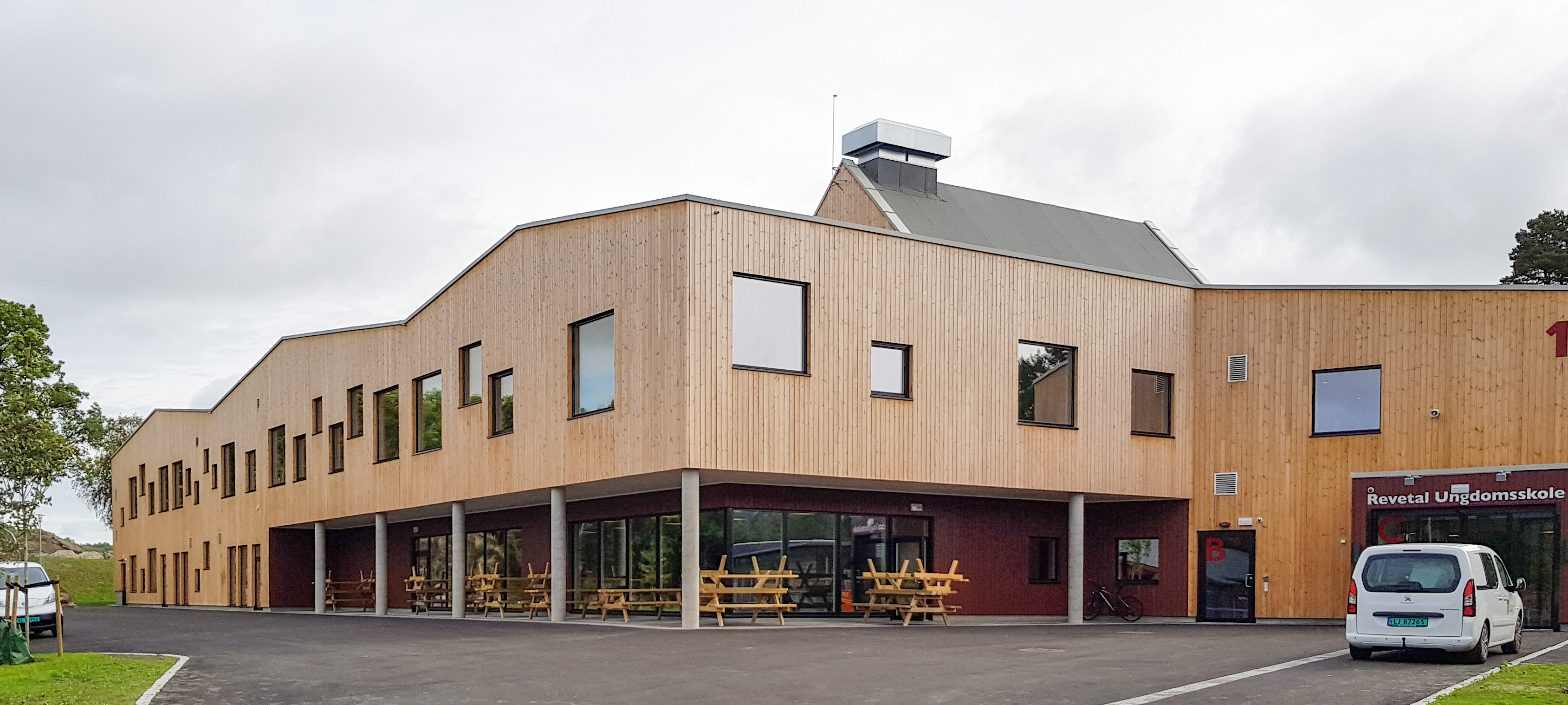
Ecolesecondaire